# 泉佐野市立長坂小学校
泉佐野市立長坂小学校（いずみさのしりつ ながさかしょうがっこう）は、大阪府泉佐野市鶴原にある公立小学校。

## 通学区域
- 泉ヶ丘・新家・貝田・上瓦屋・下瓦屋[1]

※卒業後は基本的に泉佐野市立第三中学校に進学する。